# Mistrzostwa Polski w Szermierce 2007
Mistrzostwa Polski w Szermierce 2007 – 78. edycja indywidualnie i 67. edycja drużynowych Mistrzostw Polski odbyła się w dniach 21-24 kwietnia 2007 roku w Katowicach. W zawodach wystartowało ponad 300 zawodników i zawodniczek.

## Klasyfikacja medalowa
| Msc | Klub                    | złoto | srebro | brąz | Razem |
| --- | ----------------------- | ----- | ------ | ---- | ----- |
| 1.  | Sietom AZS AWFiS Gdańsk | 3     | 3      | 4    | 10    |
| 2.  | AZS AWF Warszawa        | 3     | 2      | 4    | 9     |
| 3.  | KKSz Konin              | 2     | -      | 1    | 3     |
| 4.  | AZS AWF Wrocław         | 1     | 1      | 1    | 3     |
| 5.  | OŚ AZS Poznań           | 1     | 1      | -    | 2     |
| =   | Piast Gliwice           | 1     | 1      | -    | 2     |
| =   | Warszawianka            | 1     | 1      | -    | 2     |
| 8.  | AZS AWF Kraków          | -     | 1      | 2    | 3     |
| =   | MOSiR Sosnowiec         | -     | 1      | 2    | 3     |
| 10. | AZS AWF Katowice        | -     | 1      | 1    | 2     |
| 11. | AZS AWF Poznań          | -     | -      | 1    | 1     |
| =   | IKS Warszawa            | -     | -      | 1    | 1     |
| =   | Legia Warszawa          | -     | -      | 1    | 1     |

## Medaliści

### kobiety
| Konkurencja:                          | Złoto:                                                                                        | Srebro:                                                                                               | Brąz:                                                                              |
| Medalistki indywidualne               |                                                                                               | |                                                                                    |
| floret (startowało 47 zawodniczek)    | Sylwia Gruchała (AZS AWFiS Sietom Gdańsk)                                                     | Małgorzata Wojtkowiak (AZS AWFiS Sietom Gdańsk)                                                       | Joanna Bórkowska (AZS AWFiS Sietom Gdańsk) Anna Rybicka (AZS AWFiS Sietom Gdańsk)  |
| szabla (startowało 32 zawodniczek)    | Bogna Jóźwiak (AZS OŚ Poznań)                                                                 | Aleksandra Socha (AZS AWF Warszawa)                                                                   | Małgorzata Kozaczuk (AZS AWF Warszawa) Izabela Sajewicz (AZS AWF Warszawa)         |
| szpada (startowało 58 zawodniczek)    | Olga Cygan (Warszawianka)                                                                     | Joanna Chylaszek (AZS AWF Kraków)                                                                     | Katarzyna Lampkowska (IKS Warszawa) Magdalena Piekarska (AZS AWF Warszawa)         |
| Medalistki drużynowe                  |                                                                                               | |                                                                                    |
| floret drużynowo (startowało 6 ekip)  | AZS AWFiS Sietom Gdańsk Sylwia Gruchała Anna Rybicka Małgorzata Wojtkowiak Katarzyna Kryczało | AZS AWFiS II Sietom Gdańsk Joanna Bórkowska Karolina Chlewińska Magdalena Knop Magdalena Mroczkiewicz | AZS AWF Warszawa Aleksandra Breś Anna Janas Marta Matysik Natalia Rajczak          |
| szabla drużynowo (startowało 6 ekip)  | AZS AWF Warszawa Małgorzata Kozaczuk Izabela Sajewicz Aleksandra Socha Irena Więckowska       | AZS OŚ Poznań Bogna Jóźwiak Katarzyna Kędziora Ewelina Owczarek Agnieszka Zdrojewska                  | MOSiR Sosnowiec Małgorzata Gronicka Lidia Sołtys Katarzyna Szczypińska Marta Wątor |
| szpada drużynowo (startowało 13 ekip) | AZS AWF Warszawa Danuta Dmowska Magdalena Grabowska Magdalena Piekarska Małgorzata Stroka     | Warszawianka Hanna Cygan Olga Cygan Monika Maciejewska Joanna Rawska                                  | AZS AWF Kraków Karolina Burda Joanna Chylaszek Beata Tereba Magdalena Tereba       |

### mężczyźni
| Konkurencja:                          | Złoto:                                                                                          | Srebro:                                                                           | Brąz:                                                                                    |
| Medaliści indywidualni                |                                                                                                 |                                                                                   |                                                                                          |
| floret (startowało 48 zawodników)     | Michał Majewski (AZS AWF Warszawa)                                                              | Wojciech Szuchnicki (AZS AWFiS Sietom Gdańsk)                                     | Radosław Glonek (AZS AWFiS Sietom Gdańsk) Krzysztof Pietrusiak (AZS AWFiS Sietom Gdańsk) |
| szabla (startowało 47 zawodników)     | Patryk Pałasz (KKSz Konin)                                                                      | Grzegorz Dominik (MOSiR Sosnowiec)                                                | Adrian Stanisławski (KKSz Konin) Wojciech Marczak (AZS AWF Katowice)                     |
| szpada (startowało 97 zawodników)     | Tomasz Motyka (AZS AWF Wrocław)                                                                 | Adam Wiercioch (Piast Gliwice)                                                    | Michał Adamek (AZS AWF Wrocław) Krzysztof Mikołajczak (Legia Warszawa)                   |
| Medaliści drużynowi                   |                                                                                                 |                                                                                   |                                                                                          |
| floret drużynowo (startowało 7 ekip)  | AZS AWFiS Sietom Gdańsk Radosław Glonek Paweł Kawiecki Krzysztof Pietrusiak Wojciech Szuchnicki | AZS AWF Warszawa Michał Majewski Łukasz Mandes Michał Przybysławski Marcin Zawada | AZS AWF Poznań Tomasz Ciepły Michał Smura Mikołaj Smura Andrzej Witkowski                |
| szabla drużynowo (startowało 8 ekip)  | KKSz Konin Łukasz Gal Mateusz Górski Adrian Stanisławski Patryk Pałasz                          | AZS AWF Katowice Jakub Ceranowicz Marcin Koniusz Adam Skrodzki Wojciech Marczak   | MOSiR Sosnowiec Grzegorz Dominik Tomasz Dominik Bartosz Mazur Karol Trzebiński           |
| szpada drużynowo (startowało 21 ekip) | Piast Gliwice Marek Jendrych Rubén Limardo Mateusz Nycz Adam Wiercioch                          | AZS AWF Wrocław Michał Adamek Robert Andrzejuk Tomasz Motyka Maciej Szumski       | AZS AWF Kraków Aleksander Kostka Karol Kostka Piotr Markowicz Radosław Zawrotniak        |